# Stallikon
Stallikon é uma comuna da Suíça, no Cantão Zurique, com cerca de 2.837 habitantes. Estende-se por uma área de 12,01 km², de densidade populacional de 236 hab/km². Confina com as seguintes comunas: Adliswil, Aeugst am Albis, Affoltern am Albis, Birmensdorf, Bonstetten, Hedingen, Langnau am Albis, Uitikon, Wettswil am Albis, Zurique (Zürich).
A língua oficial nesta comuna é o Alemão.